# Charlie Covell
Charlie Covell   (Blackheath, 1984) és una escriptora i actriu britànica, coneguda sobretot per la seva adaptació cinematogràfica de la novel·la gràfica The End of the F***ing World per a Channel 4 (2017-2019) i la sèrie Kaos a Netflix, estrenada l'agost del 2024.

## Biografia
Covell, que en anglès fa servir els pronoms they/them per no determinar el seu gènere, va néixer a Blackheath i va estudiar Filologia Anglesa a la Universitat d'Oxford.

## Carrera
El debut com actriu de Covell a la pantalla va ser l'any 2003 a la sèrie de televisió Fortysomething, conjuntament amb Hugh Laurie, Anna Chancellor i Benedict Cumberbatch. Covell ha aparegut a Midsomer Murders (2008), Law & Order: UK (2009), The Inbetweeners (2010) com a Sophie, Whitechapel (2011), i Peep Show (2012).
Com a guionista, Covell va escriure Banana, Burn Burn Burn (2015) i després la sèrie de Channel 4 The End of the F***ing World.
L'any 2015, Covell va ser nomenada per la revista Screen International  com a Estrella de demà.

## Filmografia

### Actriu
| Any  | Títol                          | Paper          | Notes                      |
| ---- | ------------------------------ | -------------- | -------------------------- |
| 2003 | Fortysomething                 | Woj            | 3 episodis                 |
| 2005 | Messiah: The Harrowing         | Sara Knightley | 3 episodis                 |
| 2007 | Doctors                        | Anna Metcalf   | Episodi: "Force of Habit"  |
| 2007 | Angelo's                       | Andrea         | 3 episodis                 |
| 2008 | Midsomer Murders               | Kate Hammond   | Episodi: "Shot at Dawn"    |
| 2009 | Law &amp; Order: UK            | Louise Ackroyd | Episodi: "Unsafe"          |
| 2009 | Oscar & Jim                    | Emma           | Curt                       |
| 2009 | Breathe: Act One               | Thea           | Curt                       |
| 2010 | Forget Me Not                  | Carly          |                            |
| 2010 | The Inbetweeners               | Sophie         | Episodi: "Trip To Warwick" |
| 2010 | Whitechapel                    | Blond Boy      | 2 episodis                 |
| 2011 | Frog/Robot                     | Girl           | Curt                       |
| 2012 | A Fantastic Fear of Everything | Holby          |                            |
| 2012 | Peep Show                      | Trish          | 3 episodis                 |
| 2012 | Misfits                        | James          | Episodi: "Episode #4.7"    |
| 2015 | Banana                         | Amy            | Episodi: "Episode #1.6"    |
| 2015 | Cucumber                       | Amy            | 2 episodis                 |
| 2016 | Siblings                       | Jenny          | Episodi: "Kevin Rugby"     |
| 2016 | Marcella                       | DC Alex Dier   | 8 episodis                 |

### Escriptora
| Any       | Títol                  | Notes                                    |
| --------- | ---------------------- | ---------------------------------------- |
| 2015      | Banana                 | 2 episodis                               |
| 2015      | Burn Burn Burn         |                                          |
| 2017-2019 | La fi del món de merda | 16 episodis                              |
| 2024      | Veritable amor         | 6 episodis, co-creats amb Iain Weatherby |
| 2024      | Kaos                   | 8 episodis                               |